# Opération Merlin
L'opération Merlin est une supposée opération clandestine américaine, mise en œuvre pendant la présidence de Bill Clinton, destinée à transmettre à l'Iran les plans défectueux d'une arme nucléaire dans le but de retarder le supposé programme iranien d'armes nucléaires.

## Allégations
Dans le livre State of War, l'auteur James Risen, correspondant du New York Times sur les services de renseignements, affirme que la CIA a pris contact, à la fin des années 1990, avec un ex-transfuge russe, ingénieur atomique travaillant à Los Alamos (la CIA lui donne le nom de code de Merlin) et lui confie la mission d'en savoir un peu plus sur le degré d'avancement du programme nucléaire iranien. La CIA lui a fourni les plans truqués d'un système de mise à feu d'une bombe nucléaire et lui demande de se faire passer pour un scientifique russe cupide au chômage pour les vendre aux représentants iraniens auprès de l'Agence internationale de l'énergie atomique à Vienne. Lors de l'opération Merlin qui a lieu en février 2000, le savant découvre une erreur grossière dans les plans et glisse une note avec un correctif dans l'enveloppe scellée les contenant, tentant d'améliorer sa crédibilité tout en diminuant les risques de subir des représailles. 
Selon Risen, l'opération aurait pu avoir l'effet inverse de celui désiré, d'aider le programme nucléaire iranien, profitant à la fois des informations transmises et de la correction de l'erreur via une étude minutieuse et l'utilisation d'autres plans transmis par le réseau d'Abdul Qadeer Khan.

## Réfutations
La CIA a répondu à la parution du livre de James Risen en 2006 que chacun de ses chapitres contenait des inexactitudes sérieuses. 
En 2011, l'ancien officier de la CIA Jeffrey Alexander Sterling (en) a été accusé d'avoir transmis des informations classifiées à Risen. Dans l'acte d'accusation, il est précisé que les informations fournies à Sterling sont fausses et trompeuses, « basées uniquement sur sa présentation erronée d'une remarque unique d'un participant au Programme Classifié no 1, et [Sterling] prétendit, se basant sur cette information fausse, que le Programme Classifié n°1 pourrait avoir amélioré les capacités d'armement du Pays A. ».